# Frederick Yates
Frederick Dewhurst Yates (16 de gener, de 1884 – 10 de novembre de 1932) fou un jugador d'escacs anglès.
|  |

## Resultats destacats en competició
Yates va guanyar el Campionat d'escacs de la Gran Bretanya sis cops. No va ser mai entre els millors jugadors del món, però no obstant això, era un jugador molt perillós, tal com mostren les seves victòries contra forts jugadors, inclosos campions del món, com Aleksandr Alekhin, Max Euwe, Akiba Rubinstein, o Milan Vidmar. Malgrat tot, tenia un marcador desfavorable contra aquests jugadors: Alekhin (+2 -10 =3), Rubinstein (+2 -8 =5), Euwe (+2 -5 =1), i Vidmar (+1 -4 =1). Els jugadors posicionals, com José Raúl Capablanca (+8 -0 =2) o Géza Maróczy (+8 -0 =1) li donaren encara menys possibilitats.
Yates era conegut per la seva persistència, lluitant sempre fins que no quedava cap vestigi d'esperança abans d'abandonar.
El nadal de 1920 fou el guanyador de la primera edició del Congrés d'escacs de Hastings. Va participar també en nombrosos torneigs internacionals. Per exemple, el 1923 fou 8è al fort Torneig de Carlsbad (el campió fou Aleksandr Alekhin). Fou un dels participants del fort Torneig de Moscou de 1925, on hi acabà 17è (de 21 participants). Posteriorment, fou 5è al Torneig d'escacs de San Remo 1930, només per darrere de quatre dels millors jugadors mundials del moment, Alekhin, Nimzowitsch, Rubinstein, i Bogoliúbov
La seva victòria més famosa fou contra Alekhin, a Karlsbad 1923, una partida on executà una combinació molt profunda, portant negres: 

1. d4 Nf6 2. c4 g6 3. g3 Bg7 4. Bg2 O-O 5. Nc3 d6 6. Nf3 Nc6 7. d5 Nb8 8. e4 Nbd7 9. O-O a5 10. Be3 Ng4 11. Bd4 Nge5 12. Nxe5 Nxe5 13. c5 dxc5 14. Bxc5 b6 15. Bd4 Ba6 16. Re1 Qd6 17. Bf1 Bxf1 18. Rxf1 c5 19. Bxe5 Qxe5 20. Qb3 Rab8 21. Qb5 f5 22. Rae1 f4 23. Qd7 Rbd8 24. gxf4 Qxf4 25. Qe6+ Kh8 26. f3 Qg5+ 27. Kh1 Rd6 28. Qh3 Be5 29. Re2 Rdf6 30. Nd1 Rf4 31. Ne3 Rh4 32. Qe6 Qh5 33. Ng4 Rxg4 34. fxg4 Rxf1+ 35. Kg2 Qxh2+ 36. Kxf1 Qh1+ 37. Kf2 Bd4+ 38. Kg3 Qg1+ 39. Kh3 Qf1+ 40. Rg2 Qh1+ 41. Kg3 Qe1+ 42. Kh3 g5 43. Rc2 Qf1+ 44. Kh2 Qg1+ 45. Kh3 Qh1+ 46. Kg3 Qd1 47. Rc3 Qg1+ 48. Kh3 Qf1+ 49. Kg3 Bf2+ 50. Kf3 Bg1+ 0-1.

### Participació en olimpíades d'escacs
Yates va participar, representant Anglaterra, en tres Olimpíades d'escacs, els anys 1927, 1930, i 1931. En total, hi feu 27 punts de 48 partides, (+20 -14 =14), un 56,3%.
| Any  | Olimpíada     | Ciutat  | Tauler | Partides | Guanyades | Taules | Perdudes | Punts | %    |
| ---- | ------------- | ------- | ------ | -------- | --------- | ------ | -------- | ----- | ---- |
| 1927 | I Olimpíada   | Londres | 2n     | 14       | 7         | 2      | 5        | 8     | 57.1 |
| 1930 | III Olimpíada | Hamburg | 2n     | 16       | 7         | 5      | 4        | 9.5   | 59.4 |
| 1931 | IV Olimpíada  | Praga   | 2n     | 18       | 6         | 7      | 5        | 9.5   | 52.8 |